# Joseph Desha

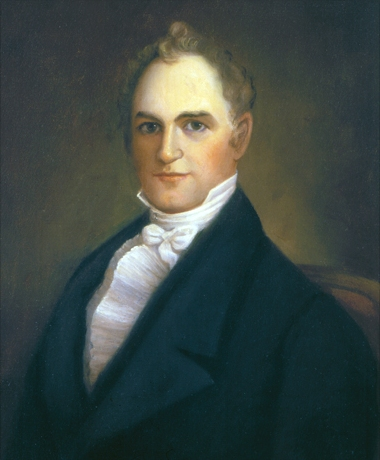
Joseph Desha, Gemälde aus dem Jahr 1908

Joseph Desha (* 9. Oktober 1768 im Monroe County, Province of Pennsylvania; † 12. Oktober 1842 bei Georgetown, Kentucky) war ein US-amerikanischer Politiker (Demokratisch-Republikanische Partei) und Gouverneur des Bundesstaates Kentucky.

## Frühe Jahre und Aufstieg
Deshas Schulbildung war eher bescheiden. Bereits 1779 kam er mit seinen Eltern in das spätere Kentucky, das damals noch zu Virginia gehörte. Von 1782 bis 1792 lebte die Familie in Gallatin (Tennessee), ehe sie sich im Mason County in Kentucky niederließ. Der junge Desha begann zunächst eine militärische Karriere. Unter den Generälen Anthony Wayne und William Henry Harrison kämpfte er 1794 gegen die Indianer, außerdem war er 1813 als Generalmajor an der Schlacht am Thames River beteiligt.

## Politische Laufbahn
Deshas politische Laufbahn begann 1797 mit seiner Wahl in das Repräsentantenhaus von Kentucky, dem er bis 1802 angehörte. Abschließend saß er bis 1807 im Senat von Kentucky. Die nächsten zwölf Jahre bis 1819 war er Abgeordneter im Repräsentantenhaus der Vereinigten Staaten in Washington. Bei der Gouverneurswahl 1820 unterlag er bei mit lediglich 546 Stimmen Rückstand seinem Konkurrenten John Adair.
Desha bewarb sich bei der folgenden Wahl im Jahr 1824 erneut um das Amt und gewann diesmal mit 59,9 % der Stimmen vor Christopher Tompkins (34,5 %) und William Russell (6 %). Seine vierjährige Amtszeit begann am 24. August 1824 und ging bis zum 26. August 1828. Sie war von mehreren Ereignissen überschattet. Zum einen drängte er Horace Holley, den Präsidenten der Transylvania University, aufgrund seiner „zu liberalen Ideen“ zum Amtsverzicht, begnadigte andererseits seinen Sohn, der wegen Mordes verurteilt worden war. Außerdem war seine Amtszeit von einem juristischen Streit um die Gültigkeit von Gesetzen überschattet. Das ging so weit, dass sogar ein Gerichtshof suspendiert und von Desha ein neuer ins Leben gerufen wurde. Dieser konnte sich aber nicht halten, weil das Parlament schließlich mit großer Mehrheit den alten Gerichtshof bestätigte.

## Lebensabend und Tod
Nach dem Ende seiner Amtszeit zog sich Desha aus dem öffentlichen Leben auf seine Farm zurück. Dort starb er im Oktober 1842 und wurde auf dem Friedhof von Georgetown beigesetzt. Joseph Desha war mit Margaret Bledsoe verheiratet. Das Paar hatte zwei Kinder. Er war der ältere Bruder von Robert Desha (1791–1849), der zwischen 1827 und 1831 Kongressabgeordneter für den Staat Tennessee war.